# Gerson Díaz
Gerson Díaz (Caracas, 11 de fevereiro de 1972) é um ex-futebolista venezuelano que atuava como meio-campista.

## Carreira
Gerson Díaz integrou a Seleção Venezuelana de Futebol na Copa América de 1997.